# Liste der Baudenkmäler in Schwabbruck

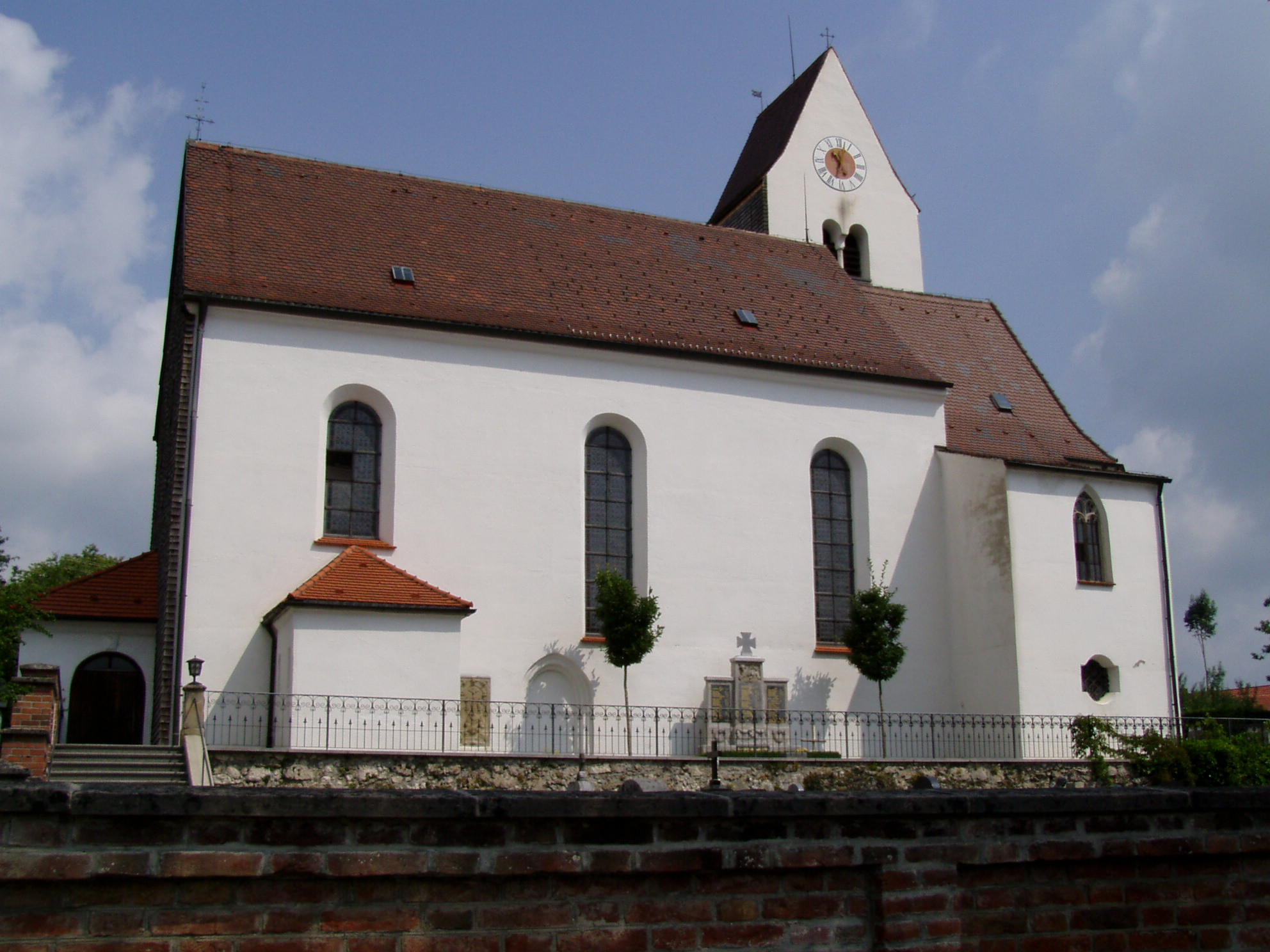
Pfarrkirche St. Walburga in Schwabbruck

Auf dieser Seite sind die Baudenkmäler in der oberbayerischen Gemeinde Schwabbruck zusammengestellt. Diese Tabelle ist eine Teilliste der Liste der Baudenkmäler in Bayern. Grundlage ist die Bayerische Denkmalliste, die auf Basis des Bayerischen Denkmalschutzgesetzes vom 1. Oktober 1973 erstmals erstellt wurde und seither durch das Bayerische Landesamt für Denkmalpflege geführt wird. Die folgenden Angaben ersetzen nicht die rechtsverbindliche Auskunft der Denkmalschutzbehörde.

## Baudenkmäler
| Lage                                                                                                   | Objekt                               | Beschreibung | Akten-Nr.    | Bild |
| --- | ------------------------------------ | --- | ------------ | --- |
| Am Eschbach 18 (Standort)                                                                              | Schmiedhans/Kistler                  | Ehemaliges Bauernhaus mit Flachsatteldach, Hakenschopf und profilierten Kopfbügen, verputzter Ständerbau der zweiten Hälfte 17. Jahrhundert. | D-1-90-149-3 | BW |
| Burggener Straße 5 (Standort)                                                                          | Fassadenmalereien                    | Mitte 18. Jahrhundert. | D-1-90-149-8 | BW |
| Burggener Straße 8 (Standort)                                                                          | Rosenkranzkapelle                    | 18. Jahrhundert; mit Ausstattung. | D-1-90-149-2 | Rosenkranzkapelle |
| Dorfstraße 1 (Standort)                                                                                | Pfarrhaus                            | 1872. Angebauter Pfarrstadel mit Traufbundwerk, 1780.                                                                                        | D-1-90-149-4 | Pfarrhaus |
| Dorfstraße 1 (am Pfarrstadel) (Standort)                                                               | Grenzstein                           | Kalkstein, bezeichnet mit „1785“. | D-1-90-149-7 | [[Vorlage:Bilderwunsch/code!/C:47.82655,10.83584!/D:Dorfstraße 1 (am Pfarrstadel), Grenzstein!/\|BW]]                                                                 |
| Fuchsgasse 1 (Standort)                                                                                | Büchele/Sattlermax                   | Bauernhaus mit Flachsatteldach, verschindelter Holzbau mit Giebeltenne, im Kern 17./18. Jahrhundert.                                         | D-1-90-149-5 | BW |
| Kirchgasse 1 (Standort)                                                                                | Ehemalige Mühle                      | Stattlicher Bau mit Fachwerkgiebel und -kniestock, gegen 1900.                                                                               | D-1-90-149-6 | Ehemalige Mühle |
| Kirchgasse 6 (Standort)                                                                                | Katholische Pfarrkirche St. Walburga | Turm spätromanisch, Chor und Langhaus 1493, 1686 f. barockisiert, 1795 verlängert; mit Ausstattung.                                          | D-1-90-149-1 | weitere Bilder |
| An der Straße nach Schwabsoien (an der Gemeindegrenze zu Schwabsoien) (Standort)                       | Steinkreuz                           | spätmittelalterlich, aus Tuff, leicht schräg stehend (teilweise im Gebiet der Gemeinde Schwabsoien)                                          | D-1-90-151-5 | [[Vorlage:Bilderwunsch/code!/C:47.83128,10.83312!/D:An der Straße nach Schwabsoien (an der Gemeindegrenze zu Schwabsoien), Steinkreuz!/\|BW]]                         |
| An der Straße nach Schwabsoien (an der Gemeindegrenze zu Schwabsoien, neben dem Steinkreuz) (Standort) | Grenzstein                           | um 1785 (teilweise im Gebiet der Gemeinde Schwabsoien)                                                                                       | D-1-90-151-6 | [[Vorlage:Bilderwunsch/code!/C:47.831281,10.833149!/D:An der Straße nach Schwabsoien (an der Gemeindegrenze zu Schwabsoien, neben dem Steinkreuz), Grenzstein!/\|BW]] |
| Engenschwang (nördlich der Straße nach Ingenried) (Standort)                                           | Grenzstein                           | Kalkstein, 1785. | D-1-90-149-9 | weitere Bilder |